# دایرکت‌ادمین
دایرکت‌ اَدمین (به انگلیسی: DirectAdmin) ابزار تحت وب گرافیکی تابلوی کنترل میزبانی وب (کنترل پنل میزبانی وب)، برای مدیریت آسان‌تر زیرساخت وب سایت‌ها می‌باشد.
دایرکت ادمین پولی و به صورت لایسنس ماهانه یا سالانه و یا لایف تایم (همیشگی) ارائه می‌شود . البته نسخه‌های نال شده و کرک شده این برنامه وجود دارد که به احتمال وجود باگ و هشدارهای امنیتی توصیه نمیشود .

## حداقل نیازمندی‌های سیستم
دایرکت ادمین با نسخه‌های متعددی از ردهت، فدورا، لینوکس رد هت اینترپرایز، سنت‌اواس، فری بی‌اس‌دی، اوبونتو و دبیان سازگاری کامل دارد.
مشخصات زیر توصیه می‌شود:
پردازنده: ۵۰۰ مگاهرتز
حافظه: ۵۱۲ مگابایت

فضای دیسک: حداقل ۲ گیگابایت فضای خالی 

دایرکت ادمین اغلب به صورت کوتاه، DA نامیده می‌شود.